# 濬銘
和碩禮親王濬銘（1918年11月21日—1951年7月31日），字鼎臣，1949年後在丁玲文學創作研究所工作，1951年患病因盤尼西林過敏去世。